# Dornes
Dornes est une commune française située dans le département de la Nièvre, en région Bourgogne-Franche-Comté.

## Géographie

### Localisation
Dornes est située dans le Sud du département de la Nièvre, dans la Sologne bourbonnaise.

Place de la Mairie.

Ses communes limitrophes sont :
| Neuville-lès-Decize | Saint-Parize-en-Viry |                         |
| Toury-sur-Jour      | Dornes               | Toury-Lurcy             |
| Aurouër (Allier)    |                      | Saint-Ennemond (Allier) |

### Climat
Pour des articles plus généraux, voir Climat de la Bourgogne-Franche-Comté et Climat de la Nièvre.
En 2010, le climat de la commune est de type climat océanique dégradé des plaines du Centre et du Nord, selon une étude du Centre national de la recherche scientifique s'appuyant sur une série de données couvrant la période 1971-2000. En 2020, Météo-France publie une typologie des climats de la France métropolitaine dans laquelle la commune est exposée à un climat océanique altéré et est dans la région climatique  Centre et contreforts nord du Massif Central, caractérisée par un air sec en été et un bon ensoleillement. 
Pour la période 1971-2000, la température annuelle moyenne est de 11 °C, avec une amplitude thermique annuelle de 16 °C. Le cumul annuel moyen de précipitations est de 816 mm, avec 11,8 jours de précipitations en janvier et 7,5 jours en juillet. Pour la période 1991-2020, la température moyenne annuelle observée sur la station météorologique de Météo-France la plus proche, « Yzeure », sur la commune d'Yzeure à 16 km à vol d'oiseau, est de 11,9 °C et le cumul annuel moyen de précipitations est de 795,7 mm. 
La température maximale relevée sur cette station est de 43,2 °C, atteinte le 25 juillet 2019 ; la température minimale est de −21 °C, atteinte le 9 janvier 1985,,. 
Les paramètres climatiques de la commune ont été estimés pour le milieu du siècle (2041-2070) selon différents scénarios d'émission de gaz à effet de serre à partir des nouvelles projections climatiques de référence DRIAS-2020. Ils sont consultables sur un site dédié publié par Météo-France en novembre 2022.

## Urbanisme

### Typologie
Au 1er janvier 2024, Dornes est catégorisée commune rurale à habitat dispersé, selon la nouvelle grille communale de densité à sept niveaux définie par l'Insee en 2022.
Elle est située hors unité urbaine. Par ailleurs la commune fait partie de l'aire d'attraction de Moulins, dont elle est une commune de la couronne,. Cette aire, qui regroupe 64 communes, est catégorisée dans les aires de 50 000 à moins de 200 000 habitants,.

### Occupation des sols
L'occupation des sols de la commune, telle qu'elle ressort de la base de données européenne d’occupation biophysique des sols Corine Land Cover (CLC), est marquée par l'importance des territoires agricoles (80,4 % en 2018), en diminution par rapport à 1990 (82 %). La répartition détaillée en 2018 est la suivante : 
prairies (67,2 %), forêts (17,3 %), zones agricoles hétérogènes (13,2 %), zones urbanisées (2,3 %). L'évolution de l’occupation des sols de la commune et de ses infrastructures peut être observée sur les différentes représentations cartographiques du territoire : la carte de Cassini (XVIIIe siècle), la carte d'état-major (1820-1866) et les cartes ou photos aériennes de l'IGN pour la période actuelle (1950 à aujourd'hui).

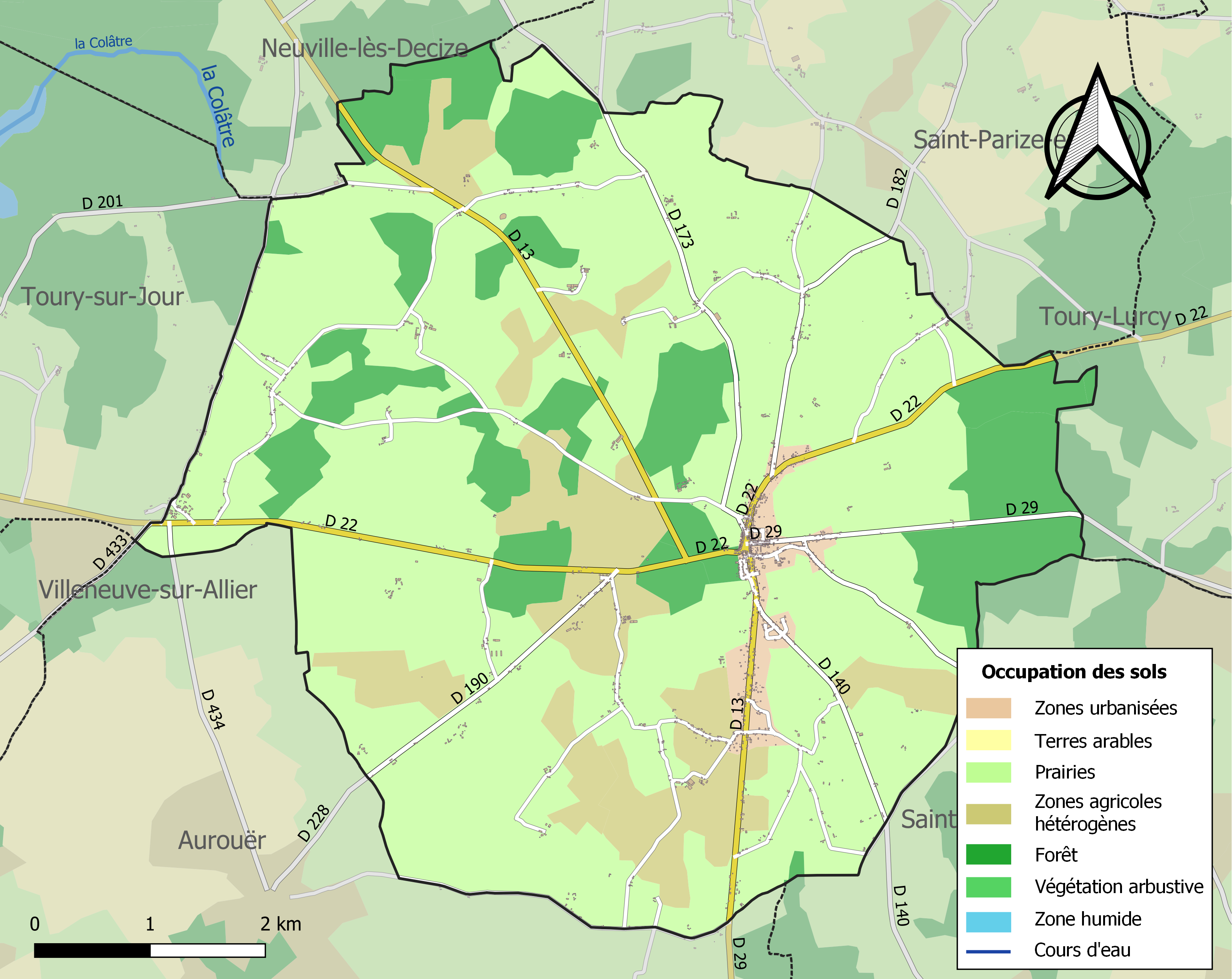
Carte des infrastructures et de l'occupation des sols de la commune en 2018 (CLC).

## Histoire

### Moyen Âge
Au Moyen Âge, la seigneurie de Dornes appartenait à la famille de Jaligny.
Guichard I de Jaligny eut deux fils dont un naturel, Claude Dauphin dit « le bâtard de Jaligny » à qui son frère Guichard II — un fils légitime — fit le don de Dornes. Claude Dauphin de Jaligny, seigneur de Dornes eut une fille,  Marguerite, dame de Dornes morte vraisemblablement en 1407 et qui épousa Jean de Thoury (descendant du puissant seigneur Goussaut de Thoury), seigneur de Montgarnaud et donc, de Dornes. Jean eut trois fils dont Claudin qui hérita de Dornes. Claudin épousa Jeanne de Saint-Amour et mourut bien avant 1480 laissant quatre fils. Charles de Thoury, fils de Claudin hérita donc de Dornes qu'il vendit le 5 août 1480.

## Politique et administration

### Liste des maires
| Période                                  | Période   | Identité          | Étiquette | Qualité             |
| ---------------------------------------- | --------- | ----------------- | --------- | ------------------- |
| Les données manquantes sont à compléter. |           |                   |           |                     |
| 1964                                     | juin 1995 | Hubert Gontard    |           |                     |
| juin 1995                                | mars 2008 | Henry Zaghet      |           |                     |
| mars 2008                                | 2020      | Max Chaussin      |           | Retraité            |
| 2020                                     | En cours  | Jean-Luc Gauthier | DVG       | Technicien retraité |

### Intercommunalité
Dornes a fait partie, jusqu'en 2016, de la communauté de communes Sologne Bourbonnais-Nivernais. Depuis le 1er janvier 2017, elle fait partie de la communauté d'agglomération Moulins Communauté.

## Population et société

### Démographie
L'évolution du nombre d'habitants est connue à travers les recensements de la population effectués dans la commune depuis 1793. Pour les communes de moins de 10 000 habitants, une enquête de recensement portant sur toute la population est réalisée tous les cinq ans, les populations de référence des années intermédiaires étant quant à elles estimées par interpolation ou extrapolation. Pour la commune, le premier recensement exhaustif entrant dans le cadre du nouveau dispositif a été réalisé en 2008.

En 2022, la commune comptait 1 458 habitants, en évolution de +3,33 % par rapport à 2016 (Nièvre : −3,28 %, France hors Mayotte : +2,11 %).
| 1793 | 1800 | 1806 | 1821 | 1831  | 1836  | 1841  | 1846  | 1851  |
| ---- | ---- | ---- | ---- | ----- | ----- | ----- | ----- | ----- |
| 810  | 864  | 778  | 906  | 1 083 | 1 183 | 1 104 | 1 308 | 1 241 |

| 1856  | 1861  | 1866  | 1872  | 1876  | 1881  | 1886  | 1891  | 1896  |
| ----- | ----- | ----- | ----- | ----- | ----- | ----- | ----- | ----- |
| 1 383 | 1 562 | 1 640 | 1 795 | 1 885 | 1 949 | 2 088 | 2 237 | 2 355 |

| 1901  | 1906  | 1911  | 1921  | 1926  | 1931  | 1936  | 1946  | 1954  |
| ----- | ----- | ----- | ----- | ----- | ----- | ----- | ----- | ----- |
| 2 204 | 2 213 | 2 051 | 1 717 | 1 608 | 1 549 | 1 572 | 1 518 | 1 318 |

| 1962  | 1968  | 1975  | 1982  | 1990  | 1999  | 2006  | 2008  | 2013  |
| ----- | ----- | ----- | ----- | ----- | ----- | ----- | ----- | ----- |
| 1 388 | 1 360 | 1 295 | 1 257 | 1 257 | 1 219 | 1 300 | 1 323 | 1 380 |

| 2018  | 2022  | - | - | - | - | - | - | - |
| ----- | ----- | - | - | - | - | - | - | - |
| 1 448 | 1 458 | - | - | - | - | - | - | - |

## Économie
- L'agriculture et l’élevage sont très présents et se manifestent chaque année par un concours de charolais et une fête éco-bio.
- Centre de services et commerces, marché le mercredi.
- Gîtes ruraux.

### Le retour au charbon
À la suite de la découverte d'un gisement de charbon en 1986, un projet de mine a beaucoup agité le canton de Dornes. Accompagné d'une centrale thermique de 1 000 mégawatts, la mine aurait pu créer, selon ses promoteurs, environ 400 emplois pour 1,4 milliard d'euros d'investissement. D'un point de vue écologique, ce projet allait à l’encontre de toutes les recommandations des experts, le charbon étant reconnu comme la source d'énergie primaire la plus destructrice pour notre environnement. En 2009, la concession demandée n'a finalement pas été attribuée.

## Culture locale et patrimoine

### Lieux et monuments
- Château de Dornes ;
- Place ombragée par les tilleuls ;
- Étangs des Baillys ;
- Deux fontaines, église.

### Personnalités liées à la commune
- Claude Fauchet (1744-1793), évêque constitutionnel du Calvados, membre de l'Assemblée législative et de la Convention.
- Louise de Guéhéneuc (1782-1856), duchesse de Montebello, épouse le général Lannes le 16 septembre 1800 à Dornes, où son père est administrateur des forêts.
- Alexandre Rouet (1809-1882), né à Dornes (Nièvre) et mort à Paris, homme politique, député de la Nièvre de 1849 à 1851.
- Louis Sellier (1885-1978), homme politique.

### Héraldique
| Blason | Blasonnement : « Écartelé : au premier et au quatrième d'azur à la bande d'or frettée de gueules, au deuxième et au troisième de gueules aux trois rocs d'échiquier d'or. » |